# Thelymitra brevifolia
Thelymitra brevifolia är en orkidéart som beskrevs av Jeffrey A. Jeanes. Thelymitra brevifolia ingår i släktet Thelymitra och familjen orkidéer. Inga underarter finns listade i Catalogue of Life.